# 小行星7692
小行星7692（7692 Edhenderson）是一颗绕太阳运转的小行星，为主小行星带小行星。该小行星于1981年3月2日发现。

## 轨道参数
小行星7692的轨道半长轴为3.1886336 UA，离心率为0.203。